# Campeonato Brasileño de Rugby
El Campeonato Brasileño de Rugby, o simplemente Brasileiro de Rugby XV es el principal torneo entre clubes del Rugby de Brasil desde 1964.
El torneo es organizado por la Confederação Brasileira de Rugby (CBRu).

## Títulos
- SPAC - 13 veces (1964, 1965, 1966, 1967, 1968, 1969, 1974, 1975, 1976, 1977, 1978, 1999, 2013)
- São José - 10 veces (2002, 2003, 2004, 2007, 2008, 2010, 2011, 2012, 2015, 2019)
- Alphaville - 7 veces (1980, 1982, 1983, 1985, 1989, 1991, 1992)
- Niterói - 6 veces (1976, 1979, 1983, 1984, 1986, 1990)
- Bandeirantes - 4 veces (1988, 1995, 2001, 2009)
- Rio Branco - 4 veces (1993, 1997, 1998, 2006)
- Desterro - 3 veces (1996, 2000, 2005)
- Pasteur - 3 veces (1987, 1994, 2023)
- Curitiba Rugby - 2 veces (2014, 2016)
- Medicina Rugby - 2 veces (1973, 1981)
- São Paulo Barbarians R.F.C. - 2 veces (1970, 1971)
- Poli Rugby - 2 veces (2018, 2022)
- Jacareí Rugby - 2 veces (2017, 2024)
- FUPE - 1 vez (1972)

- En 1976 el título se compartió entre SPAC y Niterói y en 1983 el título se compartió entre Alphaville y Niterói

## Títulos seguidos
- Hexacampeón - SPAC (1964, 1965, 1966, 1967, 1968, 1969)
- Pentacampeón - SPAC (1974, 1975, 1976, 1977, 1978)
- Tricampeón - São José (2002, 2003, 2004) y (2010, 2011, 2012).
- Bicampeón - Alphaville (1982, 1983) e (1991, 1992); Niterói (1983, 1984); Rio Branco (1997, 1998); São José (2007, 2008); São Paulo Barbarians (1970, 1971).

## Ediciones
| Año                                          | Campeón                                             | Subcampeón                                          |
| -------------------------------------------- | --------------------------------------------------- | --------------------------------------------------- |
| 1964                                         | SPAC                                                |                                                     |
| 1965                                         | SPAC                                                |                                                     |
| 1966                                         | SPAC                                                |                                                     |
| 1967                                         | SPAC                                                |                                                     |
| 1968                                         | SPAC                                                |                                                     |
| 1969                                         | SPAC                                                |                                                     |
| 1970                                         | São Paulo Barbarians R.F.C.                         |                                                     |
| 1971                                         | São Paulo Barbarians R.F.C.                         |                                                     |
| 1972                                         | FUPE                                                |                                                     |
| 1973                                         | Medicina Rugby                                      |                                                     |
| 1974                                         | SPAC                                                | Colégio Liceu Pasteur                               |
| 1975                                         | SPAC                                                |                                                     |
| 1976                                         | SPAC & Niterói Rugby (compartido)                   | SPAC & Niterói Rugby (compartido)                   |
| SPAC                                         | Niterói Rugby                                       |                                                     |
| 1978                                         | SPAC                                                | Niterói Rugby                                       |
| 1979                                         | Niterói Rugby                                       | Guanabara Rugby                                     |
| 1980                                         | Alphaville Tênis Clube                              | Niterói Rugby                                       |
| 1981                                         | Medicina Rugby                                      | Niterói Rugby                                       |
| 1982                                         | Alphaville Tênis Clube                              | Niterói Rugby                                       |
| 1983                                         | Niterói Rugby & Alphaville Tênis Clube (compartido) | Niterói Rugby & Alphaville Tênis Clube (compartido) |
| 1984                                         | Niterói Rugby                                       | Alphaville Tênis Clube                              |
| 1985                                         | Alphaville Tênis Clube                              | Niterói Rugby                                       |
| 1986                                         | Niterói Rugby                                       | FEI Rugby                                           |
| 1987                                         | Pasteur Athletique Club                             | Niterói Rugby                                       |
| 1988                                         | Bandeirantes Rugby Club                             | Niterói Rugby                                       |
| 1989                                         | Alphaville Tênis Clube                              | Niterói Rugby                                       |
| 1990                                         | Niterói Rugby                                       |                                                     |
| 1991                                         | Alphaville Tênis Clube                              | Niterói Rugby                                       |
| 1992                                         | Alphaville Tênis Clube                              |                                                     |
| 1993                                         | Rio Branco Rugby Clube                              |                                                     |
| 1994                                         | Pasteur Athletique Club                             |                                                     |
| 1995                                         | Bandeirantes Rugby Club                             |                                                     |
| 1996                                         | Desterro Rugby Clube                                | Bandeirantes Rugby Club                             |
| 1997                                         | Rio Branco Rugby Clube                              | Niterói Rugby                                       |
| 1998                                         | Rio Branco Rugby Clube                              | SPAC                                                |
| 1999                                         | SPAC                                                | São José Rugby Clube                                |
| 2000                                         | Desterro Rugby Clube                                | São José Rugby Clube                                |
| 2001                                         | Bandeirantes Rugby Club                             | Pasteur Athletique Club                             |
| 2002                                         | São José Rugby Clube                                | Bandeirantes Rugby Club                             |
| 2003                                         | São José Rugby Clube                                | Bandeirantes Rugby Club                             |
| 2004                                         | São José Rugby Clube                                | SPAC                                                |
| 2005                                         | Desterro Rugby Clube                                | São José Rugby Clube                                |
| 2006                                         | Rio Branco Rugby Clube                              | SPAC                                                |
| 2007                                         | São José Rugby Clube                                | Rio Branco Rugby Clube                              |
| 2008                                         | São José Rugby Clube                                | Niterói Rugby                                       |
| 2009                                         | Bandeirantes Rugby Club                             | São José Rugby Clube                                |
| 2010                                         | São José Rugby Clube                                | Desterro Rugby Clube                                |
| 2011                                         | São José Rugby Clube                                | Bandeirantes Rugby Club                             |
| 2012                                         | São José Rugby Clube                                | SPAC                                                |
| 2013                                         | SPAC                                                | Pasteur Athletique Club                             |
| 2014                                         | Curitiba Rugby Clube                                | São José Rugby Clube                                |
| 2015                                         | São José Rugby Clube                                | Curitiba Rugby Clube                                |
| 2016                                         | Curitiba Rugby Clube                                | Desterro Rugby Clube                                |
| 2017                                         | Jacareí Rugby                                       | Farrapos Rugby                                      |
| 2018                                         | Poli Rugby                                          | Farrapos Rugby                                      |
| 2019                                         | São José Rugby Clube                                | Poli Rugby                                          |
| 2020-2021 Cancelado por pandemia de COVID-19 |                                                     |                                                     |
| 2022                                         | Poli Rugby                                          | Jacareí Rugby                                       |
| 2023                                         | Pasteur Athletique Club                             | Poli Rugby                                          |
| 2024                                         | Jacareí Rugby                                       | Farrapos Rugby                                      |

## Los clubes que participaron
- Alphaville Tênis Clube - SP - Barueri
- Bandeirantes Rugby Club - SP - São Paulo
- Belo Horizonte Rugby - MG - Belo Horizonte
- Curitiba Rugby Clube - PR - Curitiba
- Desterro Rugby Clube - SC - Florianópolis
- FEI Rugby (FEI) - SP - São Bernardo do Campo
- Federação Universitária Paulista de Esportes (FUPE) - SP
- Guanabara Rugby Football Clube - RJ - Río de Janeiro
- Niterói Rugby Football Clube - RJ - Niterói
- Medicina Rugby (FMUSP) - SP - São Paulo
- O'malley's Rugby Football Club - SP - São Paulo
- Orixás - BA (selección bahiana de rugby)
- Pasteur Athletique Club - SP - São Paulo (ex equipo de la Escuela Liceu Pasteur)
- Rio Branco Rugby Clube - SP - São Paulo
- Rio de Janeiro Rugby Football Clube - RJ - Río de Janeiro
- RJ Union - RJ (extinguido)
- São José Rugby Clube - SP - São José dos Campos
- São Paulo Athletic Club - SP - São Paulo
- São Paulo Barbarians R.F.C. - SP (extinguido)
- Varginha Rugby - MG - Varginha

## 2ª División (Serie B)
El Campeonato Brasileño de segunda división del rugby es una forma de engressar de la primera división, el campeón tenía derecho a participar en el Campeonato Brasileño de Rugby. Este campeonato se terminó debido a las dificultades de los clubes brasileños a viajar grandes distancias. El derecho a la ola en el campeonato de primera división es otra competencia a la Copa de Brasil

## Copa del Brasil de Rugby
La Copa do Brasil es uno de Liga de Rugby de Rugby controvertida anualmente, donde todos los campeones regionales de Brasil del año en cuestión. Ganadores del torneo recibirá el derecho a disputar el Campeonato Brasileño de Rugby, haciendo el equivalente de un campeonato de segunda división.